# Acroclita
Acroclita är ett släkte av fjärilar. Acroclita ingår i familjen vecklare.

## Bildgalleri

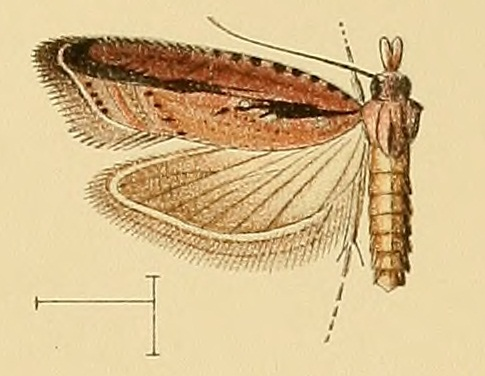
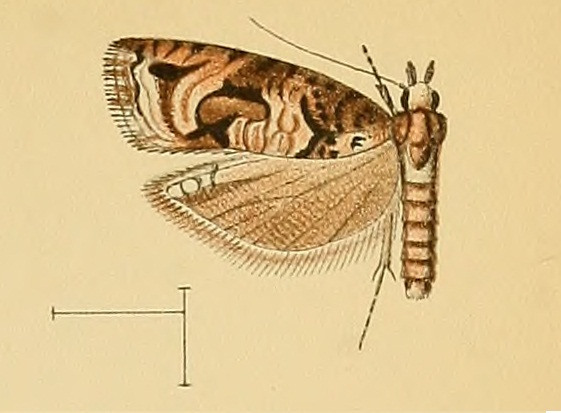

## Dottertaxa tillAcroclita, i alfabetisk ordning[1]
- Acroclita acromochla
- Acroclita albifusa
- Acroclita altivaga
- Acroclita anachastopa
- Acroclita anelpista
- Acroclita anguillana
- Acroclita arctana
- Acroclita artifica
- Acroclita atacta
- Acroclita belinda
- Acroclita biscissana
- Acroclita bryomorpha
- Acroclita bryopa
- Acroclita calvifrons
- Acroclita cameraria
- Acroclita capyra
- Acroclita catapasta
- Acroclita catharoptis
- Acroclita catharotorna
- Acroclita causterias
- Acroclita cheradota
- Acroclita clarissa
- Acroclita colonata
- Acroclita commatica
- Acroclita confusa
- Acroclita consequana
- Acroclita convallensis
- Acroclita convergens
- Acroclita corinthia
- Acroclita coronopa
- Acroclita cryptiolitha
- Acroclita dejiciens
- Acroclita deloschema
- Acroclita dissoplaca
- Acroclita elaeagnivora
- Acroclita erythana
- Acroclita erythrotypa
- Acroclita esmeralda
- Acroclita euphylla
- Acroclita fidana
- Acroclita granitalis
- Acroclita guanchana
- Acroclita gumicola
- Acroclita hawkerana
- Acroclita hemiochra
- Acroclita hercoptila
- Acroclita hibbertiana
- Acroclita himerodana
- Acroclita historica
- Acroclita hortaria
- Acroclita infectana
- Acroclita ioxanthas
- Acroclita ischalae
- Acroclita klimeschi
- Acroclita lithoxoa
- Acroclita littorana
- Acroclita liturata
- Acroclita longestriata
- Acroclita loxoplecta
- Acroclita macroma
- Acroclita macrosaris
- Acroclita madeus
- Acroclita mesoscia
- Acroclita mulsantana
- Acroclita neaera
- Acroclita neothela
- Acroclita nigrovenana
- Acroclita nimbata
- Acroclita notophthalma
- Acroclita ochronota
- Acroclita ochropepla
- Acroclita ochrophara
- Acroclita paulina
- Acroclita peltosema
- Acroclita perspectana
- Acroclita phaeoscia
- Acroclita philobrya
- Acroclita philpaodes
- Acroclita polybalia
- Acroclita prasinissa
- Acroclita pseustis
- Acroclita quietana
- Acroclita rubrisignis
- Acroclita scatebrosa
- Acroclita sciodelta
- Acroclita seditosana
- Acroclita segetana
- Acroclita sonchana
- Acroclita spiladorma
- Acroclita stenoglypha
- Acroclita stilpna
- Acroclita subsequana
- Acroclita synomotis
- Acroclita thalassinana
- Acroclita thysanota
- Acroclita tothastis
- Acroclita trachynota
- Acroclita trichocnemis
- Acroclita vigescens
- Acroclita volutana